# Тозе Мареко
Тозѐ Марѐко (на португалски: Tozé Marreco, пълно име Antonio José Marreco de Gouveia, Антонио Жозе Мареко де Коувея, на португалски се изговарят по-близко до Тузе Мареку и Антониу Жузе Мареку ди Коувея) е португалски футболист, играещ от 2009 г. за Пирин Благоевград.